# Otto Krause
Otto Krause (10 juli 1856 - 14 februari 1920) was een Argentijnse ingenieur en docent.

## Vroege leven
Krause werd geboren in de stad Chivilcoy in de provincie Buenos Aires, als zoon van Leopoldina en Carl August Krause, beide Duits-Argentijnse immigranten die in 1851 in Argentinië aankwamen. Carl Krause verzorgde zijn boerderij met werktuigen die hij uit Duitsland had meegebracht en wekte bij zijn vijf kinderen interesse in machines, hoewel het gezin uiteindelijk in 1870 naar Buenos Aires verhuisde. Otto voltooide vervolgens zijn middelbareschoolstudies aan het prestigieuze Colegio Nacional de Buenos Aires.

## Ingenieur en docent
Hij schreef zich in aan de Universiteit van Buenos Aires School voor Exacte Wetenschappen in 1874, hoewel hij later dat jaar in dienst trad bij de Argentijnse marine als assistent-ingenieur. In 1878 keerde hij terug naar het burgerleven en haalde hij zijn diploma in civiele techniek, waardoor hij ook een positie verdiende aan de Buenos Aires  Lerarenschool. Krause begon vervolgens een carrière bij de Argentijnse spoorwegen, waar hij in 1879 werkte op de planningsafdeling en later bijdroeg aan de uitbreiding van de lijnen naar de toen afgelegen provincies Tucumán en Salta.
In 1882 keerde Krause terug naar Buenos Aires en bekleedde technische functies op het Estación Once (11 September Station), wat toen de locatie was van een grote spoorwerf. Hij bleef doceren, en kreeg in 1887 de opdracht om materiaal in Europa te selecteren voor de nieuwe spoorlijn en faciliteiten voor de onlangs opgerichte stad La Plata. Deze ervaring leverde hem een functie op van technisch directeur van de nieuwe posttrein die in 1888 door president Miguel Juárez Celman was opgericht, en in 1891 werd hij een vaste hoogleraar aan de universiteit van Buenos Aires.
Om het snelgroeiende gebrek aan formele technische scholen in het land aan te pakken, richtte hij op 15 maart 1897 de eerste van Argentinië op, en twee jaar later herschikte president Julio Argentino Roca de instelling opnieuw als de Escuela Industrial de la Nación (Nationale Industriële School). Krause verdeelde zijn tijd tussen het management van de school en diverse overheidsposten, waaronder die van voorzitter van de gemeentelijke belastingrechter en inspecteur van mijnen in het uiterste westen van de provincie  San Juan. Hij bleef ook lesgeven aan zijn alma mater, en werd in 1906 benoemd tot decaan van de School van Exacte Wetenschappen aan de universiteit. Zijn inspanningen namens technische scholen omvatten de inhuldiging van een nieuw, belangrijk gebouw voor de National Industrial School in het San Telmo-gebied in Buenos Aires (net ten zuiden van het centrum) in 1909, evenals de oprichting van filialen in plaatsen als La Plata, Rosario, Santa Fe en zijn geboorteplaats, Chivilcoy.
Krause hielp met het plannen van irrigatiewerken voor de Río Negro-vallei in het halfdroge Patagonië voordat hij in 1911 met pensioen ging. Hij keerde in 1919 terug als adviseur aan de Universiteit van Buenos Aires, maar stierf de volgende februari op 63-jarige leeftijd. De Nationale Industriële School die hij in 1897 had opgericht werd in 1925 omgedoopt tot de Otto Krause Technische School.